# (6739) Tärendö
6739 Tarendo (1993 FU38) – planetoida z pasa głównego asteroid okrążająca Słońce w ciągu 5,81 lat w średniej odległości 3,23 j.a. Odkryta 19 marca 1993 roku.